# ريان فلاهرتي
ريان فلاهرتي (بالإنجليزية: Ryan Flaherty)‏ هو لاعب كرة قاعدة أمريكي، ولد في 27 يوليو 1986 في بورتلاند في الولايات المتحدة.

## وصلات خارجية
- ريان فلاهرتي على موقع دوري كرة القاعدة الرئيسي (الإنجليزية)
- ريان فلاهرتي على موقعبيزبول رفرنس.كوم (الدوري الرئيسي) (الإنجليزية)
- ريان فلاهرتي على موقعبيزبول رفرنس.كوم (الدوري الثانوي) (الإنجليزية)
- ريان فلاهرتي على موقع إي إس بي إن.كوم (أم.أل.بي) (الإنجليزية)
- ريان فلاهرتي على موقع مشجعي الرسوم البيانية (الإنجليزية)